# Pascal Rakotomavo
Pascal Joseph Rakotomavo (né le 1er avril 1934 - mort le 14 décembre 2010,,) est un homme d'État malgache, premier ministre du 21 février 1997 au 23 juillet 1998.

## Biographie
Il est ministre des Finances et de l'Économie de 1982 à 1989 et conseiller spécial du président Didier Ratsiraka de 1989 à 1993. Sa nomination au poste de premier ministre en février 1997, après le retour de Ratsiraka à la présidence, est considérée comme une surprise. Rakotomavo est ensuite gouverneur de la province de Tananarive de juin 2001 à 2002.
Il est le directeur de campagne de Ratsiraka à l'élection présidentielle de 2001 mais, face à la grave crise politique entre Ratsiraka et le candidat de l'opposition Marc Ravalomanana, en tant que gouverneur il adopte une position neutre. Le 28 février 2002, Ratsiraka nomme le général Léon-Claude Raveloarison comme gouverneur militaire de la province de Tananarive, sous le régime de la loi martiale. Rakotomavo est le seul des six gouverneur provinciaux à ne pas signer un décret de transfert provisoire de la capitale malgache Toamasina, bastion de Ratsiraka pendant la crise. Après la victoire de Ravalomanana dans le conflit, Rakotomavo, contrairement aux gouverneurs des autres provinces, n'est pas poursuivi
Il prend part aux événements de 2009 qui conduiront au renversement de Marc Ravalomanana.